# Jacob August Ottensten
Jacob August Ottensten (12. august 1998) er en dansk skuespiller.

## Filmografi

### Film
| År   | Titel                | Rolle   | Noter    |
| ---- | -------------------- | ------- | -------- |
| 2007 | Uden for kærligheden |         |          |
| 2008 | To Verdener          | August  |          |
| 2009 | Fri os fra det onde  |         |          |
| 2016 | Anti                 |         |          |
| 2018 | Oktoberdreng         | Mikkel  | Kortfilm |
| 2019 | Bleed                | Sune    | Kortfilm |
| 2020 | Soy No Soy           | Mathias | Kortfilm |

### Tv
| År        | Titel            | Rolle | Noter                      |
| --------- | ---------------- | ----- | -------------------------- |
| 2009      | Lulu & Leon      |       | 1 2 3 4 5 6 7 8 9 10 11 12 |
| 2009-2010 | Livvagterne      |       | 17 18                      |
| 2016      | Den anden verden | Janus | Julekalender               |